# فویلی (دهانه)
فویلیِ یک دهانه برخوردی در ماه است.